# Hernando Fitz-James Stuart y Falcó
Hernando Fitz-James Stuart y Falcó   (Madrid, 3 de novembre de 1882 - Paracuellos de Jarama, 7 de novembre de 1936) va ser un noble espanyol, XVI duc de Peñaranda de Duero, gran d'Espanya, XII marquès de Valderrábano, XI comte de Montijo, gentilhome de cambra del rei Alfons XIII d'Espanya, jugador de polo que va guanyar una medalla de plata als Jocs Olímpics d'Anvers de 1920 i que va ser assassinat durant la Guerra Civil Espanyola.
Era el tercer fill de Carlos María Fitz-James Stuart y Portocarrero, XVI duc d'Alba de Tormes i de la seva esposa María del Rosario Falcó y Osorio, XXI comtessa de Siruela. Era germà de Jacobo Fitz-James Stuart y Falcó, duc d'Alba de Tormes. Es casà el 1920 amb María del Carmen de Saavedra y Collado, XIII marquesa de Villaviciosa.
Gran aficionat a la caça i el polo, el 1920 va prendre part en els Jocs Olímpics d'Anvers, on guanyà la medalla de plata en la competició de polo en perdre la final contra la selecció britànica. Compartí equip amb Jacobo Fitz-James Stuart, Leopoldo Saínz de la Maza, Jacobo Fitz-James Stuart i José de Figueroa. Quatre anys més tard, als Jocs de París fou quart en la competició de polo.
Va morir assassinat el 7 de novembre de 1936 a Paracuellos de Jarama durant les matances de Paracuellos.